# Julia Taubitz

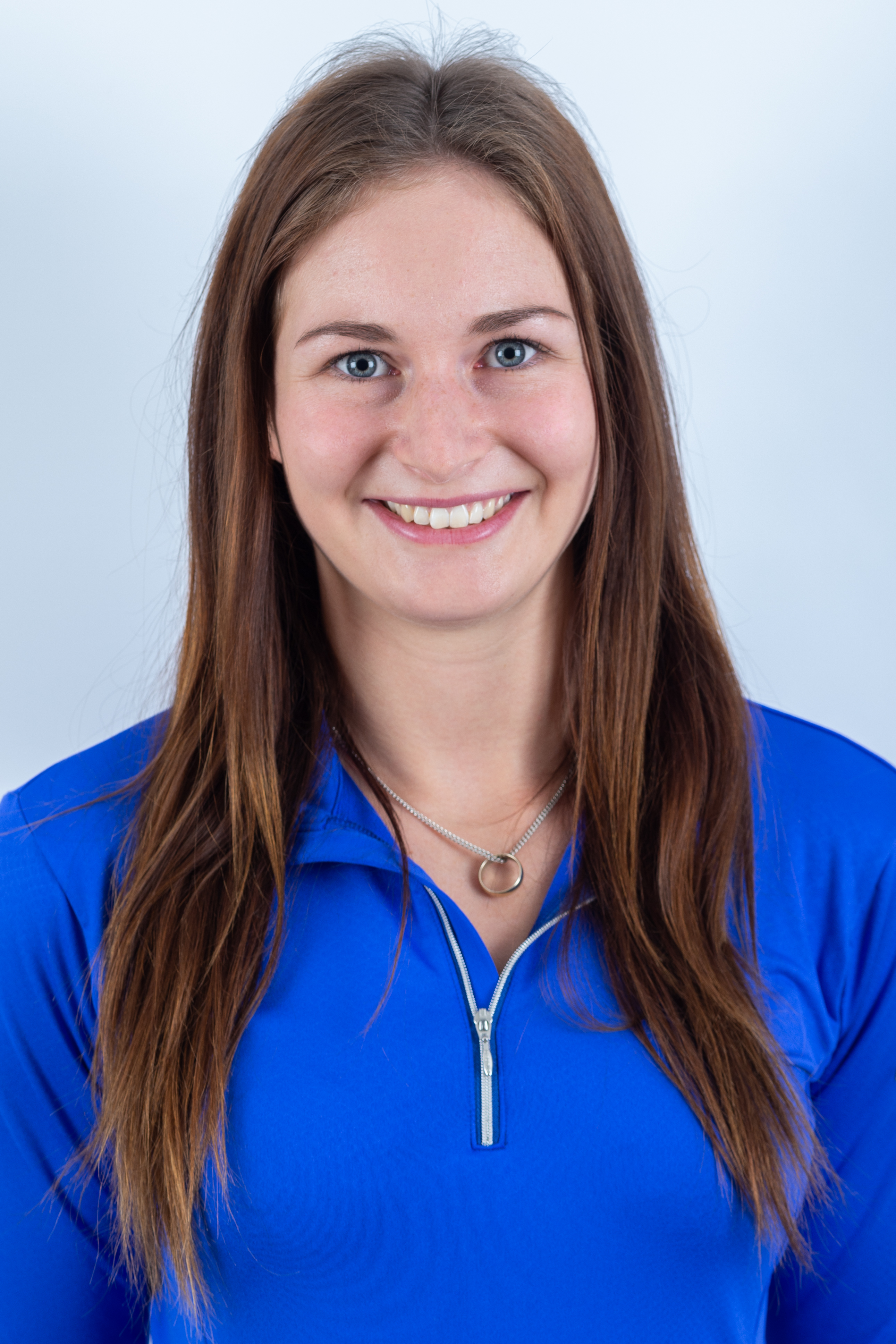
Julia Taubitz (2018)

Julia Taubitz (* 1. März 1996 in Annaberg-Buchholz) ist eine deutsche Rennrodlerin. Sie gewann viermal den Gesamtweltcup im Einsitzer.

## Werdegang
Julia Taubitz betreibt das Rennrodeln seit 2003. Sie startet für den Verein WSC Erzgebirge Oberwiesenthal. Sie gehört dem Olympiakader des Bob- und Schlittenverbands für Deutschland (BSD) an. Taubitz ist Sportsoldatin der Bundeswehr-Sportfördergruppe im thüringischen Oberhof, bis 2019 in Frankenberg. Sie ist Oberfeldwebel.
Im Rennrodel-Weltcup debütierte sie im Alter von 19 Jahren am 28. November 2015 auf der Olympia Eiskanal Igls, auf welcher sie 2014 bei den Junioren-Weltmeisterschaften die Bronzemedaille gewann. In ihren ersten Weltcup-Rennen belegte sie den 18. Platz. Auf der Rennrodelbahn Oberhof belegte sie am 16. Januar 2016 mit dem neunten Platz erstmals ein Top-10-Ergebnis. Sie konnte sich als vierte deutsche Starterin für die Rennrodel-Weltmeisterschaften 2016 auf der Kunsteisbahn Königssee qualifizieren und erreichte dort am 29. Januar 2016 im erstmals ausgetragenen Sprint-Wettbewerb den sechsten Platz. Einen Tag später erreichte sie im eigentlichen WM-Rennen der Damen erneut den sechsten Platz und wurde damit offizielle U-23-Weltmeisterin vor der US-Amerikanerin Summer Britcher und der Russin Wiktorija Demtschenko. Am 6. Februar gewann Julia Taubitz zudem Gold bei den in Winterberg ausgetragenen Junioren-Weltmeisterschaften.
Auch im Weltcup 2016/17 qualifizierte sie sich für die Rennrodel-Weltmeisterschaften auf der Olympia Eiskanal Igls. Durch einen achten Platz im Frauen-Rennen sicherte sie sich die Silbermedaille im U-23-Bereich hinter Summer Britcher und vor Wiktorija Demtschenko. In der vorolympischen Saison konnte Julia Taubitz im Olympic Sliding Centre von Pyeongchang erstmals einen Podestplatz erreichen. Hinter Tatjana Iwanowa und Natalie Geisenberger belegte sie den dritten Platz.
In der Olympiasaison konnte sie am 20. Januar 2018 in Lillehammer hinter Summer Britcher und Natalie Geisenberger erneut den dritten Platz belegen. Die Qualifikation für die Olympischen Winterspiele 2018 verpasste sie als viertbeste Deutsche im Weltcup.
Nach der verpassten Olympiaqualifikation startete sie in den Weltcup 2018/19 mit zwei zweiten Plätzen. Sowohl im normalen Wettbewerb als auch im Sprint-Wettbewerb belegte sie auf der Olympia Eiskanal Igls hinter der Olympiasiegerin Natalie Geisenberger den zweiten Platz. Auch in Whistler belegte sie hinter Geisenberger den zweiten Platz. In Calgary gewann Taubitz ihre ersten Weltcuprennen auf der Bob- und Rennschlittenbahn im Canada Olympic Park sowohl im Einsitzer vor Geisenberger als auch in der Staffel mit Felix Loch, Tobias Wendl und Tobias Arlt. Ihren zweiten Weltcup Sieg im Einzel gewann Taubitz bei starkem Schneefall und schwierigen Bedingungen am Königssee in Schönau. Auch in der Teamstaffel mit Sebastian Bley, Toni Eggert und Sascha Benecken belegte sie dort Platz eins. Bei den Weltmeisterschaften 2019 in Winterberg gewann sie sowohl im Sprint als auch in der Einzel-Konkurrenz eine Silbermedaille.
Nach dem Rücktritt von Tatjana Hüfner sowie den Schwangerschaften von Natalie Geisenberger und Dajana Eitberger galt Taubitz ab der Saison 2019/20 als leistungsstärkstes Mitglied eines nahezu komplett neu zusammengestellten deutschen Frauenteams. Von Beginn an konnte sie der neuen Verantwortung gerecht werden und kämpfte mit der Russin Tatjana Iwanowa um den Sieg im Gesamtweltcup. In Lake Placid, Altenberg und Sigulda gewann sie ihre Weltcuprennen drei bis fünf, zudem siegte sie in Lake Placid und Sigulda in ihren ersten beiden Sprintrennen. Bei den Europameisterschaften 2020 in Lillehammer erreichte sie hinter Tatjana Iwanowa und vor Wiktorija Demtschenko die Silbermedaille. Bei den Weltmeisterschaften 2020 in Sotschi musste sie sich einzig der Lokalmatadorin Jekaterina Katnikowa geschlagen geben und gewann wie im Vorjahr die Silbermedaille, im Sprintrennen verpasste sie zuvor als Viertplatzierte eine Medaille nur knapp. Beim abschließenden Rennen mit der Teamstaffel gewann Taubitz an der Seite von Johannes Ludwig sowie dem Doppel Eggert/Benecken ihren ersten Weltmeisterschaftstitel. Im letzten Saisonrennen in Königssee belegte sie hinter Anna Berreiter den zweiten Platz, während Iwanowa nur Rang sechs erreichte. Damit konnte sie ihren ersten Sieg im Gesamtweltcup feiern.
Zum Auftakt der Saison 2020/21 gelang Taubitz Historisches. Trotz der Rückkehr von Geisenberger und Eitberger mit überaus starken Leistungen in den Weltcup behauptete Taubitz ihre Führungsrolle im Team. Beim ersten Rennwochenende in Igls konnte sie an einem Tag drei Rennen – das klassische Einzelrennen, das Rennen in der Teamstaffel (mit Felix Loch, der ebenfalls alle drei Rennen des Wochenendes gewann und dem Doppelsitzer Eggert/Benecken) sowie das Sprintrennen – für sich entscheiden. Den Sieg im Gesamtweltcup aus der Vorsaison konnte sie zwar nicht wiederholen, erreichte aber mit sechs Saisonsiegen einen guten zweiten Platz. Zusätzlich wurden ihre starken Leistungen mit zwei goldenen und einer silbernen Medaille bei den Weltmeisterschaften 2021 in Königssee belohnt.
Sowohl in der Saison 2021/22, als auch in der Saison 2022/23 konnte sie erneut den Gesamtweltcup für sich entscheiden.

## Erfolge

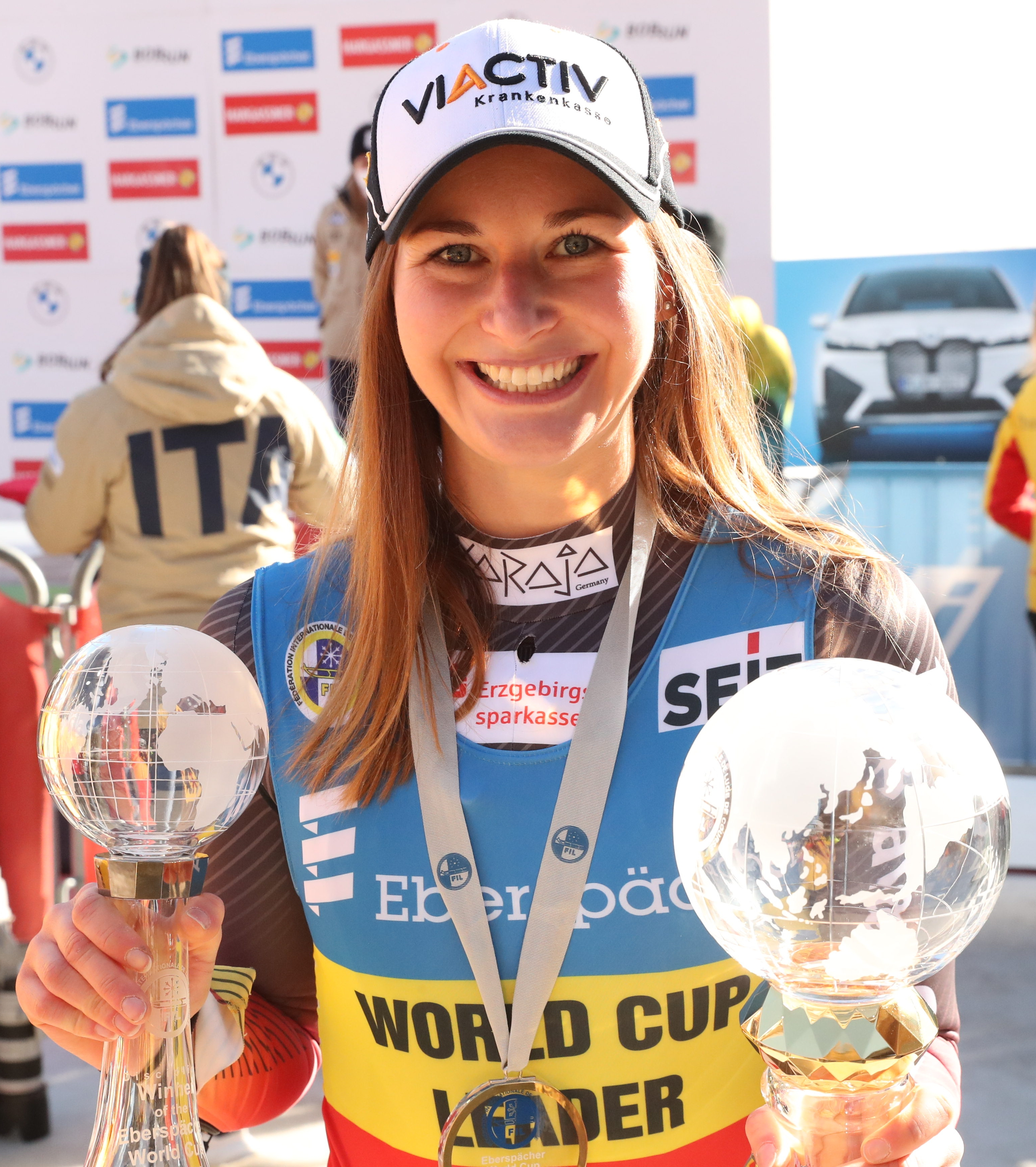
Julia Taubitz mit der kleinen Kristallkugel für den Gewinn des Sprint-Weltcups und der großen Kristallkugel für den Gewinn des Gesamtweltcups (2022)

- Weltmeisterschaften: 
  - 2019:  Einzel und  Sprint
  - 2020:  Teamstaffel und  Einzel
  - 2021:  Einzel,  Sprint und  Teamstaffel
  - 2023:  Einzel und  Sprint
  - 2024:  Sprint,  Teamstaffel und  Einzel
  - 2025:  Mixed Einzel,  Einzel,  Teamstaffel

### Gesamtweltcup
| Saison  | Platz | Punkte |
| ------- | ----- | ------ |
| 2015/16 | 15.   | 0309   |
| 2016/17 | 12.   | 0376   |
| 2017/18 | 08.   | 0473   |
| 2018/19 | 02.   | 0793   |
| 2019/20 | 01.   | 0965   |
| 2020/21 | 02.   | 0976   |
| 2021/22 | 01.   | 0979   |
| 2022/23 | 01.   | 0947   |
| 2023/24 | 01.   | 1034   |
| 2024/25 | 1.    | 657    |

### Weltcupsiege

#### Weltcupsiege im Einzel
| Nr. | Datum             | Ort         | Bahn                                    |
| --- | ----------------- | ----------- | --------------------------------------- |
| 1.  | 8. Dezember 2018  | Calgary     | Calgary’s WinSport Bobsleigh/Luge Track |
| 2.  | 5. Januar 2019    | Königssee   | Kunsteisbahn Königssee                  |
| 3.  | 30. November 2019 | Lake Placid | Olympia-Bobbahn Mount Van Hoevenberg    |
| 4.  | 12. Januar 2020   | Altenberg   | Rennschlitten- und Bobbahn Altenberg    |
| 5.  | 25. Januar 2020   | Sigulda     | Rodelbahn Sigulda                       |
| 6.  | 29. November 2020 | Innsbruck   | Olympia Eiskanal Igls                   |
| 7.  | 19. Dezember 2020 | Winterberg  | Bobbahn Winterberg                      |
| 8.  | 3. Januar 2021    | Königssee   | Kunsteisbahn Königssee                  |
| 9.  | 5. Dezember 2021  | Sotschi     | Sliding Center Sanki                    |
| 10. | 19. Dezember 2021 | Innsbruck   | Olympia Eiskanal Igls                   |
| 11. | 2. Januar 2022    | Winterberg  | Bobbahn Winterberg                      |
| 12. | 4. Februar 2023   | Altenberg   | Rennschlitten- und Bobbahn Altenberg    |
| 13. | 12. Februar 2023  | Winterberg  | Bobbahn Winterberg                      |
| 14. | 16. Dezember 2023 | Whistler    | Whistler Sliding Centre                 |
| 15. | 4. Februar 2024   | Altenberg   | Rennschlitten- und Bobbahn Altenberg    |
| 16. | 18. Februar 2024  | Oberhof     | Rennrodelbahn Oberhof                   |
| 17. | 30. November 2024 | Lillehammer | Lillehammer Olympiske Bob- og Akebane   |
| 18. | 18. Januar 2025   | Winterberg  | Bobbahn Winterberg                      |
| 19. | 22. Februar 2025  | Yanqing     | Yanqing National Sliding Center         |

#### Weltcupsiege im Sprint
| Nr. | Datum             | Ort         | Bahn                                 |
| --- | ----------------- | ----------- | ------------------------------------ |
| 1.  | 1. Dezember 2019  | Lake Placid | Olympia-Bobbahn Mount Van Hoevenberg |
| 2.  | 26. Januar 2020   | Sigulda     | Rodelbahn Sigulda                    |
| 3.  | 29. November 2020 | Innsbruck   | Olympia Eiskanal Igls                |
| 4.  | 20. Dezember 2020 | Winterberg  | Bobbahn Winterberg                   |
| 5.  | 24. Januar 2021   | Innsbruck   | Olympia Eiskanal Igls                |
| 6.  | 5. Dezember 2021  | Sotschi     | Sliding Center Sanki                 |
| 7.  | 17. Dezember 2022 | Park City   | Bobbahn Park City                    |
| 8.  | 12. Februar 2023  | Winterberg  | Bobbahn Winterberg                   |
| 9.  | 9. Dezember 2023  | Lake Placid | Olympia-Bobbahn Mount Van Hoevenberg |
| 10. | 18. Februar 2024  | Oberhof     | Rennrodelbahn Oberhof                |
| 11. | 25. Februar 2024  | Sigulda     | Rodelbahn Sigulda                    |

#### Weltcupsiege in der Teamstaffel
| Nr. | Datum             | Ort       | Bahn                                    |
| --- | ----------------- | --------- | --------------------------------------- |
| 1.  | 8. Dezember 2018  | Calgary   | Calgary’s WinSport Bobsleigh/Luge Track |
| 2.  | 6. Januar 2019    | Königssee | Kunsteisbahn Königssee                  |
| 3.  | 29. November 2020 | Innsbruck | Olympia Eiskanal Igls                   |
| 4.  | 12. Dezember 2021 | Altenberg | Rennschlitten- und Bobbahn Altenberg    |
| 5.  | 16. Januar 2022   | Oberhof   | Rennrodelbahn Oberhof                   |
| 6.  | 10. Dezember 2022 | Whistler  | Whistler Sliding Centre                 |
| 7.  | 16. Dezember 2023 | Whistler  | Whistler Sliding Centre                 |

## Auszeichnungen
2021 und 2024 wurde Taubitz als Sachsens Sportler des Jahres in der Kategorie „Sportlerin des Jahres“ ausgezeichnet.

## Trivia
Im März 2025 nahm Taubitz am Darts-Turnier „Promi Darts Masters“ im „Kraftverkehr“ in Chemnitz teil und gewann dieses im Team mit Max Hopp.